# Pierre Lecrenier
Pierre Lecrenier, né le 24 mars 1975 à Chênée (province de Liège), est un auteur de bande dessinée et illustrateur belge francophone.

## Biographie
Pierre Lecrenier naît le 24 mars 1975 à Chênée. Il grandit dans un petit village de la province de Liège. Il s'inscrit à l'ERG en option graphisme. Il en sort diplômé en 1998[source insuffisante].
En 2012, Alexandre Penasse (Co-rédacteur en chef du journal Kairos) est responsable avec Jean-Baptiste Godinot et Pierre Lecrenier du journal Kairos, « journal anti-productiviste visant à promouvoir une société où les individus sont autre chose que des consommateurs et qui, dans son premier numéro, plaide pour une RTBF sans publicité ».
En 2013, il entame une collaboration avec l'écrivain Edgar Kosma pour lequel il dessine Le Belge, la prépublication se fait dans Le Vif/L'Express, puis l'année suivante Tout est bon dans Le Belge et il enchaîne avec Le Belge parle aux Français (2015), ensuite ils publient Le Belge du futur, dans la collection « Humour de rire » aux éditions Delcourt en 2018. En 2017, lors du Festival BD de Montréal, il rencontre Larry Tremblay qui lui propose d'adapter en bande dessinée sa dernière pièce de théâtre Le Garçon au visage disparu,, l'album qui est un récit fantastique paraît dans la collection « Tout-terrain » aux Éditions de la Bagnole en 2020. Il rejoint l'équipe de l'Atelier Mille en 2018. Selon Edgar Kosma 20 000 exemplaires de la série Le Belge ont été vendus en 2019. Pour l'artiste Matthieu Thonon, il illustre la pochette de son album Le Silence des alouettes en 2019. Pendant l'été 2020, il participe  au projet zomerVITRINEdété visant à partager sa version de « Bruxelles en vacances », aux marchés du Vieux Marché aux Grains à Bruxelles.
En 2021, l’illustrateur Pierre Lecrenier est en résidence au Maroc où il participe à un projet centré sur le carnet de voyage porté par l’Institut Français de Méknès puis il voyage au Québec où il donne une conférence sur son travail, activité réalisée en collaboration avec la Délégation générale Wallonie-Bruxelles au Québec. L'année suivante, il dessine sur un scénario de Willy Walter Le Sens de la formule publié aux éditions Rue de l'échiquier.
Par ailleurs, il collabore aux revues Topo et La Revue dessinée de 2016 à 2023.
En 2023, il fait son entrée dans Spirou avec l'illustration de la rubrique Tout ce qu'il faut savoir sur.... Il y dessine un quart de page sur un scénario d'Alexandre de Moté.
Il fait partie de l’Atelier Mille avec 7 autres auteurs et dessinateurs de bande dessinées, dont Léonie Bischoff, Thomas Gilbert, Monsieur Iou, Nicolas Pitz, Tiffanie Vande Ghinste et Jérémie Royer.

### Vie privée
Pierre Lecrenier vit en Belgique.

## Style
Le dessin de Pierre Lecrenier est simple en apparence, mais il est en fait très détaillé. Il fait penser à celui de Faizant ou de Guy Delisle mais il s'en détache selon Edgar Kosma,.

## Publications

### Albums de bande dessinée
- 1. Le Belge, Delcourt, coll. « Humour de rire », Paris, 6 novembre 2013
Scénario : Edgar Kosma - Dessin : Pierre Lecrenier - Couleurs : quadrichromie -  (ISBN 978-2-7560-5363-9)
- Pierre Lecrenier (dessinateur) et Edgar Kosma (scénariste), Tout est bon dans Le Belge, Delcourt, coll. « Humour de rire », 2014, 96 p. (ISBN 978-2-7560-6816-9, présentation en ligne)
- Pierre Lecrenier (dessinateur) et Edgar Kosma (scénariste), Le Belge parle aux Français[6], Paris, Delcourt, coll. « Humour de rire », 96 p. (ISBN 978-2-7560-7337-8, présentation en ligne)
- Pierre Lecrenier (dessinateur) et Edgar Kosma (scénariste), Le Belge du futur[8], Delcourt, coll. « Humour de rire », 2018, 128 p. (ISBN 978-2-413-00537-7, présentation en ligne)
- Le Garçon au visage disparu[9], La Bagnole, coll. « Tout-terrain », 1 avril 2020
Scénario, dessin et couleurs : Pierre Lecrenier -  (ISBN 978-2-89714-362-6)D'après Larry Tremblay. Réédition en 2021, Kennes Éditions[19] (ISBN 978-2-89714-362-6).
- Le Sens de la formule[14],[20], Rue de l'échiquier, Paris, 6 janvier 2022
Scénario : Willy Walter - Dessin : Pierre Lecrenier - Couleurs : quadrichromie -  (ISBN 978-2-374-25325-1)
- L'Orangeraie[21],[22], Rue de Sèvres, Paris, 14 mai 2025
Scénario, dessin et couleurs : Pierre Lecrenier -  (ISBN 978-2-8102-0602-5) — d'après Larry Tremblay.

### Collectifs
- Le Déclin des abeilles[23], Commune de Saint-Gilles, Service de la Culture, Saint-Gilles, 2009
Scénario : collectif - Dessin : collectif dont Pierre Lecrenier -  (ISBN 9782960047912),collectif Tête à Tête avec Cyril Elophe et Alain Munoz.
- Lettres à Montréal, Presses du FBDM / MCAF Press, coll. « Fabuleux Bouquins de Montréal », 15 août 2020
Scénario et dessin : collectif dont Pierre Lecrenier - Couleurs : quadrichromie -  (ISBN 978-2-9819066-0-1)

#### Livres
: document utilisé comme source pour la rédaction de cet article.
- Philippe Mellot, Michel Denni, Laurent Turpin et Isabelle Morzadec, Trésors de la bande dessinée : BDM 2023-2024 - Catalogue encyclopédique et Argus, Paris, Les Arènes, novembre 2022, 23e éd., 1677 p., ill. ; 23 cm (ISBN 9791037507280, OCLC 1351462460, présentation en ligne), p. 146, 529, 1134, 1368. .